# Contração uterina
A Contração é o movimento dos músculos, para que, no caso da gravidez, o bebê possa sair da barriga da mãe. Os músculos se movimentam involuntariamente, causando dor e desconforto, mas é isso que "empurra" o bebê para fora do corpo da mãe.